# Caumont (Arieja)
Caumont és un municipi francès, situat a la regió d'Occitània, departament de l'Arieja. El 2021 tenia 336 habitants.